# Pirosfarkú hollókakadu
A pirosfarkú hollókakadu (Calyptorhynchus banksii), korábban vörösfarkú hollókakadu, a madarak osztályának papagájalakúak (Psittaciformes) rendjéhez és a kakadufélék (Cacatuidae) családjához tartozó faj.

## Elterjedése
Ausztrália három külön álló területén honos.

## Alfajai
- Calyptorhynchus banksii banksii
- Calyptorhynchus banksii graptogyne
- Calyptorhynchus banksii macrorhynchus
- Calyptorhynchus banksii magnificus
- Calyptorhynchus banksii naso
- Calyptorhynchus banksii samueli

## Megjelenése
Testhossza 60–65 centiméter, testtömege 620–920 gramm; a tojó egy kicsit kisebb. Tollazata gyászosan fekete, hátán és tarkóján barnás árnyalattal. Szárnya 39–45 centiméter, farka 27–30 centiméter; a két középső toll kivételével mindegyik faroktollon feltűnően széles vörös sáv húzódik. Bóbitája rövid tollakból áll, igazán csak imponáláskor észlelhető.
A tojó alapszíne barnásfekete, a hasán halványabb árnyalattal. Fején, nyakán, szárnyfedőin és kézevezőtollain számtalan aranyszínű petty látható, a hasi tollait keskeny aranybarna szegély díszíti. A faroktollakon levő sáv aranyszínű, fekete keresztcsíkokkal.
A fiatal madarak a tojóra hasonlítanak, a hím fiókák negyedik évükben vesztik el pettyeiket és a faroktollaik csíkozottságát, melyek száma a vedlések során fokozatosan csökken.

## Életmódja
Elsősorban magvakat, dióféléket, bogyókat, virágokat fogyaszt. Csapatosan él, olykor nagyobb, akár 100 fős csapatok is összeverődnek. Evés közben kevésbé óvatos, mint a többi kakadufaj, megközelíteni ennek ellenére nem könnyű feladat. Jól repül, közben folyamatos, fémes csengésű hangot hallat. Vészjele éles kiáltás.

## Szaporodása
Költési időszaka többnyire a nyári hónapokra, Délkelet-Ausztráliában inkább az őszi-téli időszakra esik. Udvarlás közben mélyen előre hajol, szárnyait teljesen széttárja, szétterpesztett faroktollai az égnek merednek.
Fészkelőhely gyanánt vízközelben levő nagy fák üregeit használja. Fészekalja egy-két tojás. A tojó egyedül költ, közben a hím végig eteti. A fiókagondozásban a hím is aktívan részt vesz. A költési idő 30 nap, a kirepülési idő három hónap, ezután a szülők még négy hónapon át az odún kívül is folytatják az etetést. A fiatal madarak több éven át a családban maradnak, és részt vesznek a következő nemzedék felnevelésében.
|  |  |  |

## Külső hivatkozás
- Képek az interneten a fajról
- Ibc.lynxeds.com - videó a fajról